# Mops congicus
Mops congicus es una especie de murciélago de la familia Molossidae.

## Distribución geográfica
Se encuentra en Camerún República Democrática del Congo y Uganda.